# Rozsdacsíkos mézevő
A rozsdacsíkos mézevő (Conopophila albogularis) a madarak osztályának verébalakúak (Passeriformes) rendjébe és a mézevőfélék (Meliphagidae) családjába tartozó faj.
A magyar név forrással nincs megerősítve.

## Rendszerezése
A fajt John Gould angol ornitológus írta le 1843-ban, az Entomophila nembe Entomophila albogularis néven.

## Előfordulása
Ausztrália északi részén, valamint Új-Guinea szigetén, Indonézia és Pápua Új-Guinea területén honos. Természetes élőhelyei a szubtrópusi és trópusi síkvidéki esőerdők, lombhullató erdők, mangroveerdők, szavannák és cserjések, valamint városok.

## Megjelenése
Testhossza 12–14,5 centiméter, testtömege 9–14,5 gramm.

## Életmódja
Főként ízeltlábúakkal és nektárral táplálkozik.

## Természetvédelmi helyzete
Az elterjedési területe rendkívül nagy, egyedszáma pedig stabil. A Természetvédelmi Világszövetség Vörös listáján nem fenyegetett fajként szerepel.

## További információ
- Képek az interneten a fajról
- Internet Bird Collection - videók a fajról
- Xeno-canto.org - a faj hangja és elterjedési térképe